# Vlag van Zoutleeuw
De vlag van Zoutleeuw werd door de gemeenteraad op 16 juni 1988 officieel vastgesteld als de gemeentelijke vlag van de Vlaams-Brabantse gemeente Zoutleeuw. Op 5 oktober 1988 werd hij door het Bestuur van Vlaanderen bevestigd en uiteindelijk gepubliceerd op 8 november 1989 in het officiële Belgisch Staatsblad.
Officieel wordt de vlag beschreven als:
Twee even hoge banen van rood en van zwart
De kleuren van de vlag zijn respectievelijk ontleend aan het schildhoofd (rood) en het veld (zwart).

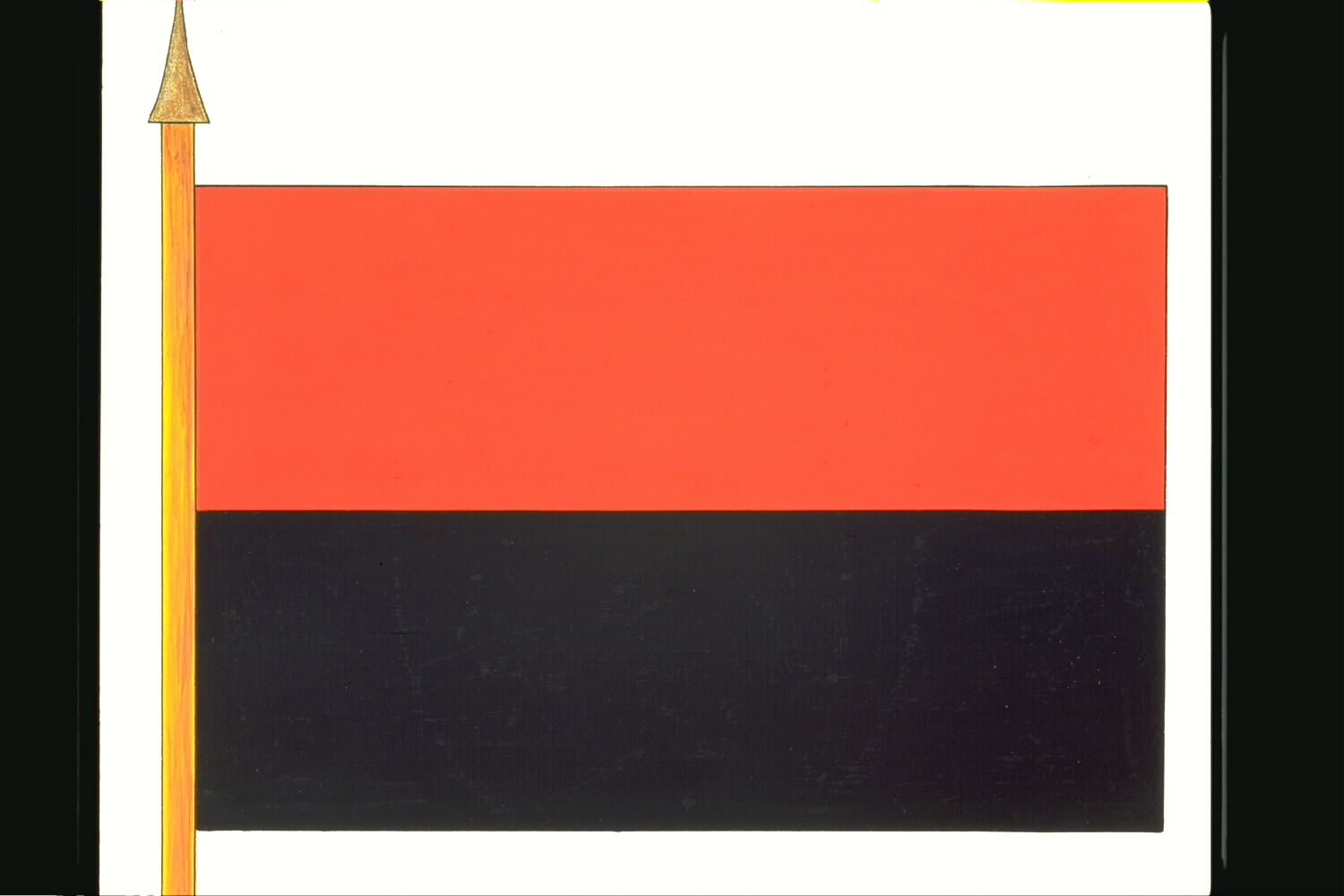
Officiële tekening van de vlag